# Hagenbrunn
Hagenbrunn är en ort och kommun i Österrike. Den ligger i distriktet Korneuburg i förbundslandet Niederösterreich, 14 km norr om huvudstaden Wien.
Kommunen består av två orter (Ortschaften) (inom parentes invånarantal 1 januari 2024):
- Flandorf (410)
- Hagenbrunn (2 003)